# Langues temein
Les langues temein sont un groupe de langues nilo-sahariennes, parlées dans le Kordofan, au Soudan.

## Liste des langues
Selon Rilly (2010), les langues temein sont :
- le temein
- le keiga jirru (doni)
- le teisei (tese, these)